# Huguette Rivière
 (novembre 2012).
Si vous disposez d'ouvrages ou d'articles de référence ou si vous connaissez des sites web de qualité traitant du thème abordé ici, merci de compléter l'article en donnant les références utiles à sa vérifiabilité et en les liant à la section « Notes et références ».
Huguette Rivière née le 1er février 1922 à Salles-sur-l'Hers et morte le 24 novembre 2018 à Châtillon, est une chanteuse soprano lyrique française.

## Biographie
Huguette Rivière est née d'un père artisan et d'une mère couturière à Salles-sur-l'Hers dans le département de l'Aude. Elle a fait ses études à l’École supérieure de Toulouse, se destinant à devenir institutrice comme sa grand-mère. Après avoir obtenu son brevet, Huguette Rivière commença à s'intéresser sérieusement à sa voix, participant en particulier aux nombreux « crochets » en vogue à l'époque. Le hasard a fait, à cette même époque, que sa voisine lui proposa d'auditionner pour le professeur de chant Claude Jean, professeur entre autres personnalités du monde lyrique, du baryton Pierre Nougaro et de la soprano Geori Boué. Claude Jean fit entrer Huguette Rivière dans sa classe au conservatoire de Toulouse, conservatoire dont elle sortit en 1942, âgée de vingt ans, lauréate des premiers prix de chant et de déclamation lyrique.
Huguette Rivière débuta quelques mois plus tard simultanément aux théâtres de Dijon et de Besançon, chantant les rôles principaux dans Valses de Vienne de Johann Strauss fils, Paganini de Franz Lehár, Véronique et Monsieur Beaucaire d'André Messager, Faust et Mireille de Gounod, Hamlet d'Ambroise Thomas. Huguette Rivière fut alors engagée par le théâtre du Capitole de Toulouse, celui de Bordeaux, celui de Marseille, celui de Lyon, celui de Nancy, celui de Vichy (pendant quinze saisons consécutives à partir de 1947), etc..
En 1946, Huguette Rivière auditionna pour le théâtre national de l'Opéra-Comique et y fut engagée pour chanter Mireille de Gounod et Manon de Jules Massenet. Ayant déjà signé de nombreux engagements pour les théâtres de province, elle ne put accepter l'offre qui lui fut faite d'intégrer la troupe de la RTLN.
Puis Huguette Rivière débuta dans le Midi, ajoutant pour l'occasion Les Pêcheurs de perles de Bizet à son répertoire, aux côtés de Raphaël Romagnoni et Valère Blouse, à Nîmes. Ce nouveau succès lui valut d'être engagée par la suite à Nice, Toulon et Marseille.
Elle continua sa carrière sur toutes les scènes françaises à l'exception notable de celle du Palais Garnier jusqu'au 8 octobre 1966 où après avoir interprété La Traviata de Verdi pour la télévision française, elle prit la décision d'arrêter le chant.
En plus des théâtres français, Huguette Rivière se fit entendre en Afrique du Nord, à Alger et Oran, au Théâtre de la Monnaie de Bruxelles, au Grand Théâtre de Genève et à l'Opéra de Monte-Carlo. Le directeur de l’Opéra de Monte-Carlo, Raoul Gunsbourg disait d'elle que « le ramage est aussi beau que le plumage » ; Huguette Rivière chanta d'ailleurs pour lui Manon de Jules Massenet, Mimi de La Bohème de Puccini, Nedda de Paillasse de Leoncavallo, Butterfly de Puccini en italien, ainsi qu'un opéra composé par Gunsbourg lui-même, Le vieil aigle.
Tout au long des 24 années que dura sa carrière, Huguette Rivière se fit particulièrement remarquer dans les rôles de Marguerite et Mireille de Gounod, Manon et Thaïs de Jules Massenet, Violetta de La Traviata de Verdi.
En 1961, Huguette Rivière fit l'acquisition d'une boutique rue Saint-Sulpice à Paris et se consacra au commerce d'antiquités, ce qui lui valut d'être baptisée par Henri Goraieb, lors d’une émission qui lui était consacrée sur France Musique, « La Prima Donna du Napoléon III ».

## Carrière

### Opéra
- Georges Bizet : Carmen (Micaela), Les Pêcheurs de perles (Leila)
- Claude Debussy : Pelléas et Mélisande (Mélisande)
- Charles Gounod : Faust (Marguerite, Siébel), Mireille (Mireille), Roméo et Juliette (Juliette)
- Rodolphe Kreutzer : La Princesse de Babylone (Formosante)
- Édouard Lalo : Le Roi d'Ys (Rozenn)
- Ruggero Leoncavallo : Paillasse (Nedda)
- Jules Massenet : Hérodiade (Salomé),  Manon (Manon),  Thaïs (rôle-titre)
- Wolfgang Amadeus Mozart : Les Noces de Figaro (Suzanne)
- Jacques Offenbach Les Contes d'Hoffmann (Antonia, Giulietta)
- Giacomo Puccini : La Bohème (Mimi, Musette), Madame Butterfly (Cio-Cio-San)
- Henri Rabaud: Mârouf, savetier du Caire (la princesse Saamcheddine)
- Ambroise Thomas: Mignon (Philine)
- Giuseppe Verdi : La traviata (Violetta)

### Opéra-bouffe, opérette
- Reynaldo Hahn : Ciboulette (rôle-titre)
- Franz Lehár : Le Pays du sourire (Lisa), Paganini (la princesse)
- André Messager : Monsieur Beaucaire (Lady Mary, Lucy), Véronique (Agathe, Hélène)
- Jacques Offenbach : La Vie parisienne (Gabrielle, Métella)
  - d'après Johann Strauss fils : Valses de Vienne (la comtesse)